# Eugen Kuhn
Eugen Kuhn (* 3. Mai 1895 in Sins im Freiamt; † 11. April 1970 in Zofingen) war ein Schweizer Lehrer und Schriftkünstler.

## Leben
Eugen Kuhn wuchs in Sins im Freiamt auf und trat 1911 ins Seminar Wettingen ein, in welchem er sich als Lehrer ausbilden liess. 1925 wurde er an die Schule von Zofingen gewählt. Seine Freizeit nutzte er für sein Schriftschaffen. Mit Rudolf Koch aus Offenbach, der auch sein Lehrer war, arbeitete Eugen Kuhn später als Schriftkünstler zusammen.

## Werk

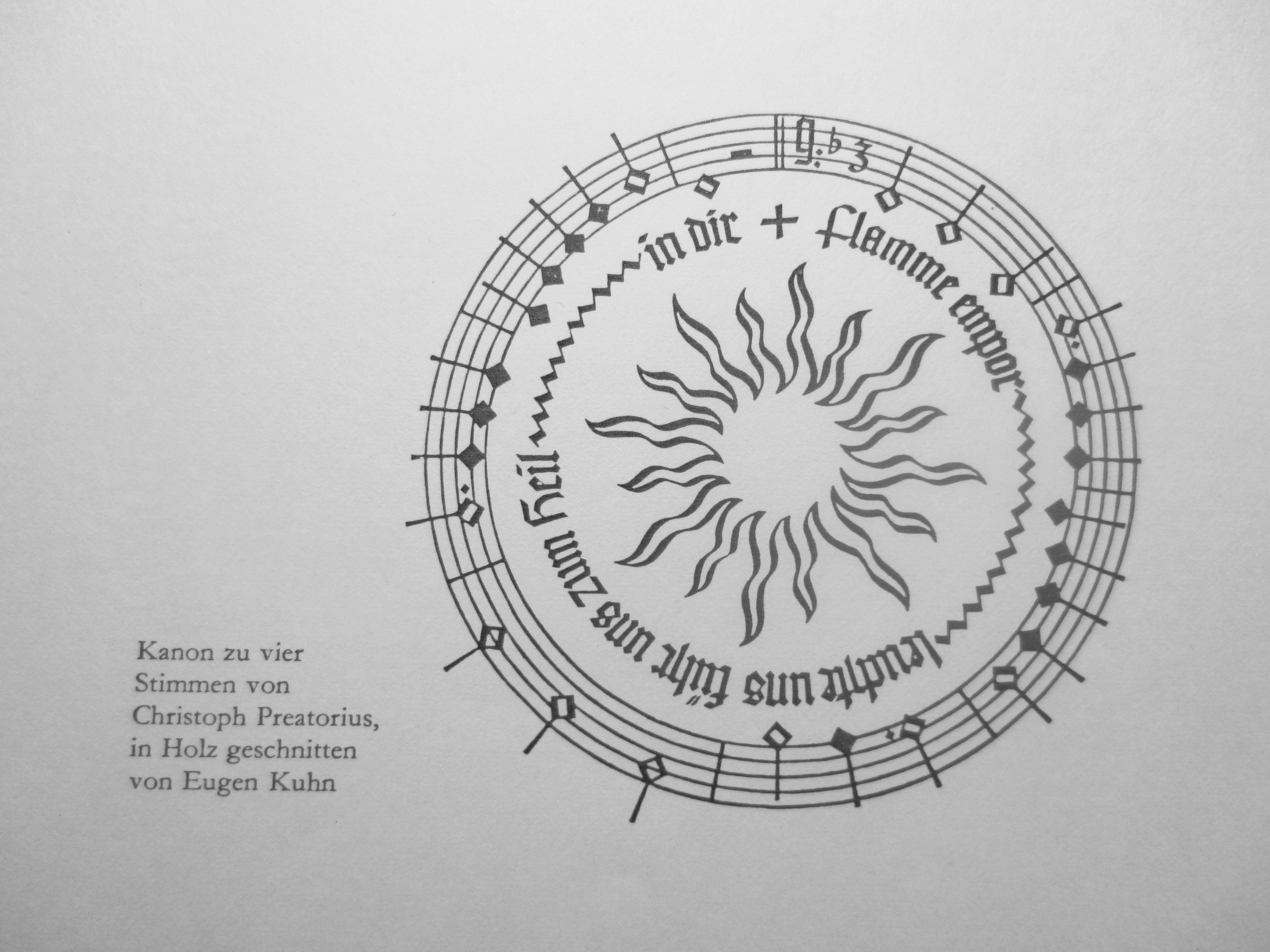
Kanon zu vier Stimmen von Christoph Praetorius, in Holz geschnitten von Eugen Kuhn

In Zusammenarbeit mit Rudolf Koch entstanden unter anderem Urkunden, Buchtitel, Zeitungsköpfe, Plakate und Familienstammbäume. Zudem hat Eugen Kuhn in Zofingen über Jahre die Umschlagtitel des Zofinger Neujahrsblatts gestaltet, Schriftbänder zum neuen Geläut der Stadtkirche geschaffen und alle Holzstöcke zum Zofinger Wappenbuch geschnitten.
1931 begannen in der Deutschschweiz Verhandlungen über eine einheitliche Schulschreibschrift, in denen Eugen Kuhn eine massgebende Rolle spielte. Er war Mitverfasser des Lehrmittels Das Schreiben und entwickelte selber eine „Schreibhilfe“ und eine „Anleitung für Auszeichnungsschriften“, die beide der schweizerischen Schulschrift zum Durchbruch verhalfen. Eugen Kuhn spielte dann auch als Schreiblehrer des Seminars Aarau eine wichtige Rolle, um sein Werk weiter zu verbreiten.
Der Nachlass von Eugen Kuhn liegt im Stadtarchiv Zofingen.

## Veröffentlichungen
- Die Schweizerschulschrift im Kanton Aargau, Ringier & Co AG, Zofingen 1939
- mit Karl Eigenmann: Das Schreiben, Ernst Ingold & Co, Herzogenbuchsee 1948